# Autoserica konduensis
Autoserica konduensis är en skalbaggsart som beskrevs av Moser 1916. Autoserica konduensis ingår i släktet Autoserica och familjen Melolonthidae. Inga underarter finns listade.